# Craugastor trachydermus
Craugastor trachydermus is een kikker uit de familie Craugastoridae. De soort werd voor het eerst wetenschappelijk beschreven door Jonathan Atwood Campbell in 1994. Oorspronkelijk werd de wetenschappelijke naam Eleutherodactylus trachydermus gebruikt. De soortaanduiding trachydermus is afgeleid van Oudgrieks τραχύς (trachus), 'ruw' en δέρμα (derma), 'huid' en slaat op de relatief wrattige huid van deze kikker.
De soort komt voor in delen van Midden-Amerika en leeft endemisch in Guatemala. Craugastor trachydermus wordt bedreigd door het verlies van habitat.